# パサール・スネン駅
パサール・スネン駅（パサール・スネンえき、インドネシア語：Stasiun Pasar Senen）は、インドネシアの首都ジャカルタにある鉄道駅である。駅名の日本語訳は「月曜市」。コミューターラインの近郊路線（チカラン環状線）と、ジャワ島各地へ向かう長距離の民衆列車（Kereta Rakyat）が25往復が発着する、ジャカルタの主要ターミナル駅のひとつとなっていて、ガンビル駅とは上級列車専用として棲み分けがはかられている。

## 歴史

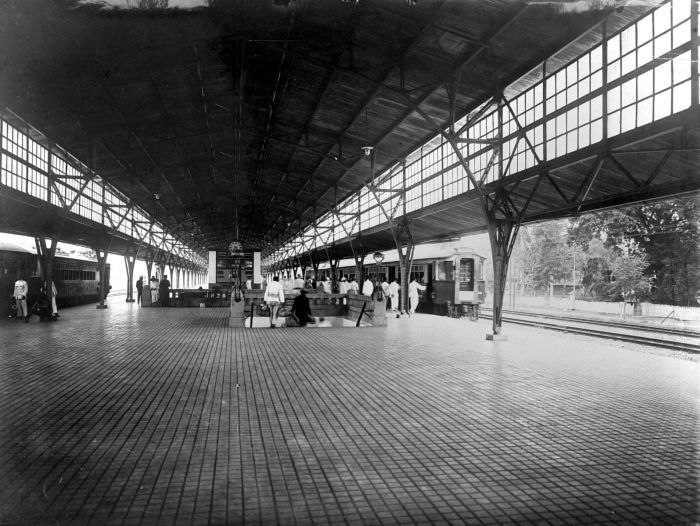
オランダ植民地時代のパサール・スネン駅（1924年）

1887年に開業。

## 駅構造

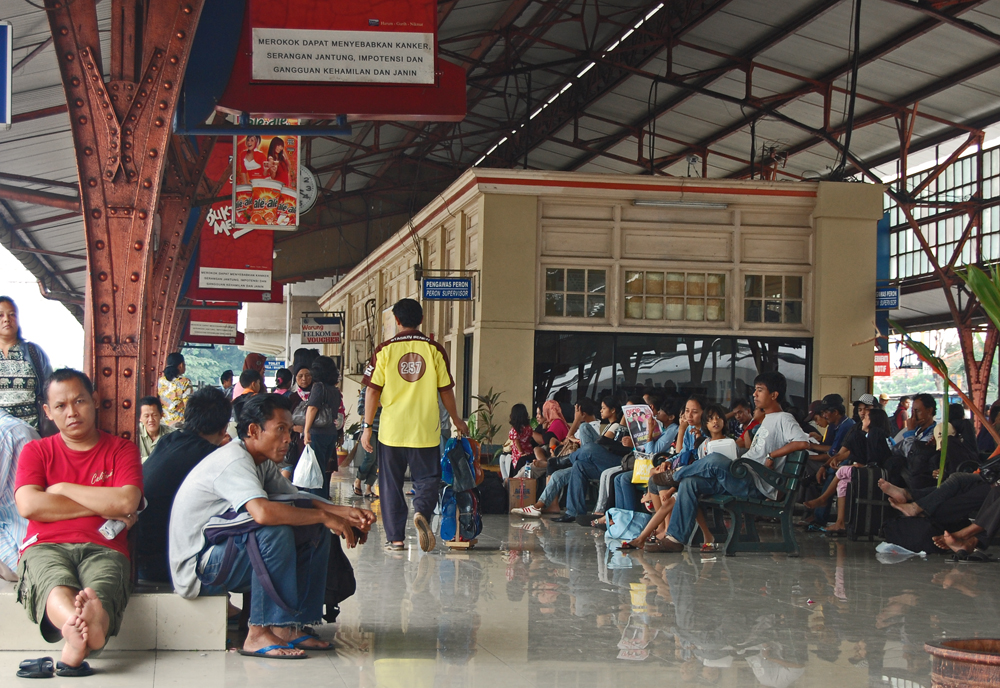
3・4番ホーム

1925年築の現駅舎は優雅に円弧を描く開口部を持つ壁と高い吹き抜けの待合室をもち、各ホームへは地下通路で繋がれていて、駅の南側の線路には柵が設けられ、列車が発着する際に作業員によって開閉されている。なお2013年現在コミューターラインの電車はタナアバン駅方面のみ停車するがジャティネガラ駅方面へのガンビル駅と同じく通過する。。
プラットホームは、1・3・4・6番線があり、駅舎は1番線側にある。

## 駅周辺
- 青少年センター（インドネシア語版） 中央ジャカルタ
- スネンジャヤ（Senen Jaya） - ショッピングモール
- マタハリ百貨店

## 隣の駅
インドネシア国鉄
都市間鉄道

KRLコミューターライン
 チカラン環状線
ガン・センティオン駅 - パサール・スネン駅 - ラジャワリ駅